# Massimo Rivola
Massimo Rivola (ur. 7 grudnia 1971) – włoski menedżer zespołu Scuderia Ferrari.

## Kariera
Massimo Rivola ukończył studia ekonomiczne na Uniwersytecie Bolońskim. W 1998 roku rozpoczął pracę w zespole Minardi w dziale marketingu. Dwa lata później awansował na stanowisko zastępcy szefa zespołu. W kolejnym roku został dyrektorem sportowym. Był menedżerem Scuderia Toro Rosso. W styczniu 2009 został dyrektorem sportowym w Scuderia Ferrari, gdzie zajmował się sprawami związanymi z torami wyścigowymi, przepisami oraz był odpowiedzialny za logistykę. Następnie został menedżerem zespołu.